# Paraechinus hypomelas
Paraechinus hypomelas är en däggdjursart som först beskrevs av Brandt 1836.  Paraechinus hypomelas ingår i släktet Paraechinus och familjen igelkottdjur. IUCN kategoriserar arten globalt som livskraftig.

## Utseende
Arten liknar Paraechinus micropus i utseende som förekommer längre österut. Nominatformen P. h. hypomelas är med en kroppslängd (huvud och bål) av 205 till 285 mm större än andra underarter. Vissa populationer är bara 105 till 205 mm långa. De flesta exemplar är helt svarta med undantag av taggarnas rot som är vit. Beroende på population förekommer färgvariationer. Ovanför nosen är ansiktet nästan naket. Till kroppslängden kommer en 10 till 40 mm lång svans och vikten ligger vanligen mellan 320 och 400 g.

## Utbredning
Denna igelkott förekommer främst i västra Asien från Iran till Turkmenistan, Afghanistan, Tadzjikistan och centrala Pakistan. Mindre avskilda populationer lever på Arabiska halvön. Arten vistas i låglandet och i bergstrakter upp till 1500 meter över havet. Habitatet utgörs av öknar, halvöknar och stäpper. Paraechinus hypomelas föredrar där dalgångar av floder.

## Ekologi
Individerna utför under årets gång längre vandringar som är längre än hos andra igelkottar. Arten är allätare och har bland annat insekter, mindre kräldjur och frukter som föda.
Paraechinus hypomelas är vanligen nattaktiv men den kan vid regn vara aktiv på dagen. Allmänt lever varje exemplar ensam när honan inte är brunstig. Vid ställen med bra tillgång till föda bildas ibland grupper med upp till 30 medlemmar. Under dagen vilar denna igelkott hoprullad i täta växtansamlingar, i en sänka eller i bergssprickor. Under den kalla årstiden går arten några dagar i dvala.
Efter dräktigheten föds vanligen under våren en kull med tre eller fyra ungar. Ungarna föds blinda och de öppnar sina ögon efter cirka tre veckor. Ytterligare tre veckor senare slutar honan med digivning. Livslängden i fångenskap går upp till sju år.

## Underarter
Arten delas in i följande underarter:
- P. h. blanfordi
- P. h. eversmanni
- P. h. hypomelas
- P. h. sabaeus
- P. h. seniculus

## Bildgalleri

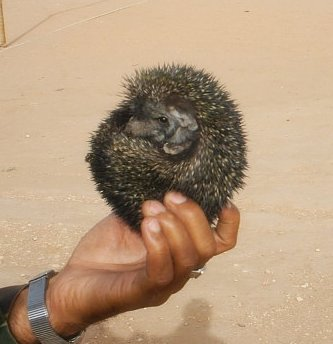